# Nermin Šabić
Nermin Šabić (Zenica, 21 dicembre 1973) è un allenatore di calcio ed ex calciatore bosniaco con cittadinanza croata, di ruolo difensore.

## Palmarès

### Giocatore

#### Competizioni nazionali
- Campionato jugoslavo: 1

Stella Rossa: 1991-1992
- Campionato croato: 2

Dinamo Zagabria: 1998-1999, 1999-2000

#### Competizioni internazionali
- Coppa Intercontinentale: 1

Stella Rossa: 1991